# Rada Nieustająca

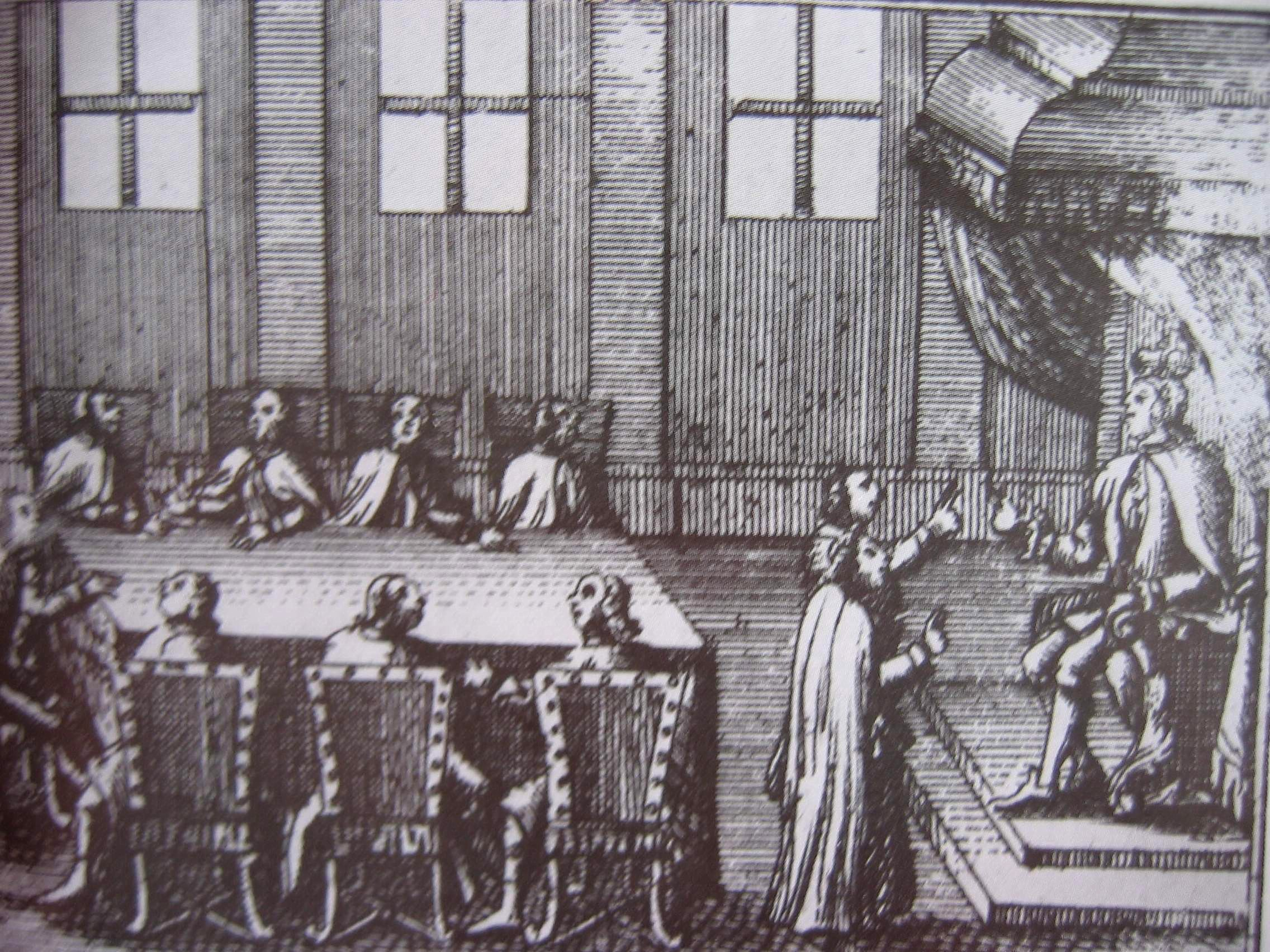

Rada Nieustająca of de Permanente Raad was het hoogste bestuursorgaan tijdens de Poolse Delingen. Het verving de Sejm Rozbiorowy (1773-1775). Het brein achter deze Permanente Raad was Otto Magnus von Stackelberg, raadsman van tsarina Catharina II van Rusland. Het was een systeem om het liberum veto te omzeilen en de macht van de adel te breken. Op papier was het orgaan de eerste moderne uitvoerende macht in Europa.
De Raad bestond uit koning Stanislaus August Poniatowski, die fungeerde als een soort moderne premier, hij had twee stemmen in plaats van één, 18 leden van de Senaat en 18 leden van de sejm. De raad bestond uit 5 afzonderlijke ministeries, Buitenlandse Zaken, Defensie, Orde handhaving, Financiën en Justitie.
Alhoewel de Permanente Raad op veel kritiek stuitte, bracht het voorspoed voor het land. In 1788 werd de Permanente Raad vervangen door de Grote Sejm